# Stenasellus buili
Stenasellus buili är en kräftdjursart som beskrevs av Paul Auguste Remy 1949. Stenasellus buili ingår i släktet Stenasellus och familjen Stenasellidae. Inga underarter finns listade i Catalogue of Life.